# Distrito de Sárospatak
El distrito de Sárospatak (húngaro: Sárospataki járás) es un distrito húngaro perteneciente al condado de Borsod-Abaúj-Zemplén. Tiene una población estimada, a principios de 2019, de 22,860 habitantes.
Su capital es Sárospatak.
Incluye parte del paisaje cultural histórico de la región vitivinícola de Tokaj, declarado Patrimonio Cultural de la Humanidad por la UNESCO.

## Municipios
El distrito tiene una ciudad (en negrita) y 15 pueblos.
Ciudad
- Sárospatak

Pueblos
- Bodrogolaszi
- Erdőhorváti
- Györgytarló
- Háromhuta
- Hercegkút
- Kenézlő
- Komlóska
- Makkoshotyka
- Olaszliszka
- Sárazsadány
- Tolcsva
- Vajdácska
- Vámosújfalu
- Viss
- Zalkod

## Galería

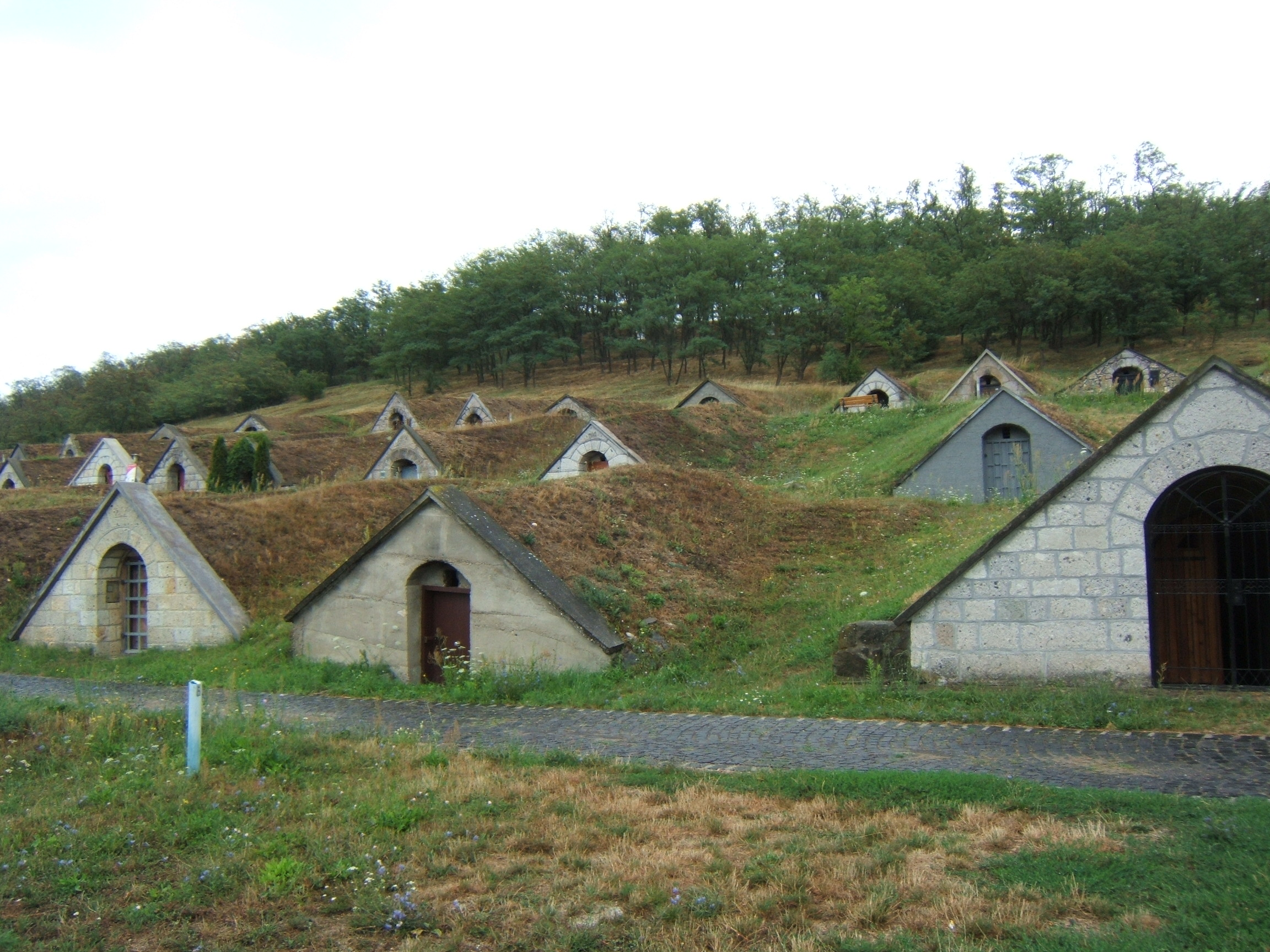
Bodegas cercanas a la localidad de Hercegkút, parte del paisaje cultural histórico de la región vitivinícola de Tokaj, Patrimonio Cultural de la Humanidad de la UNESCO
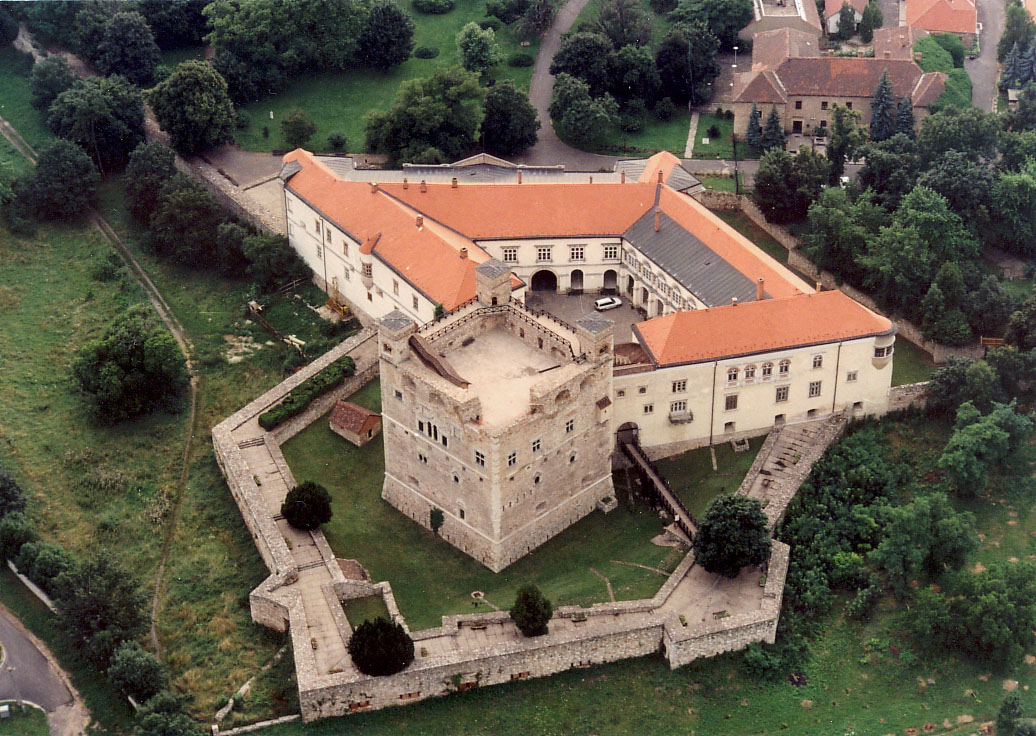
Castillo Sárospatak
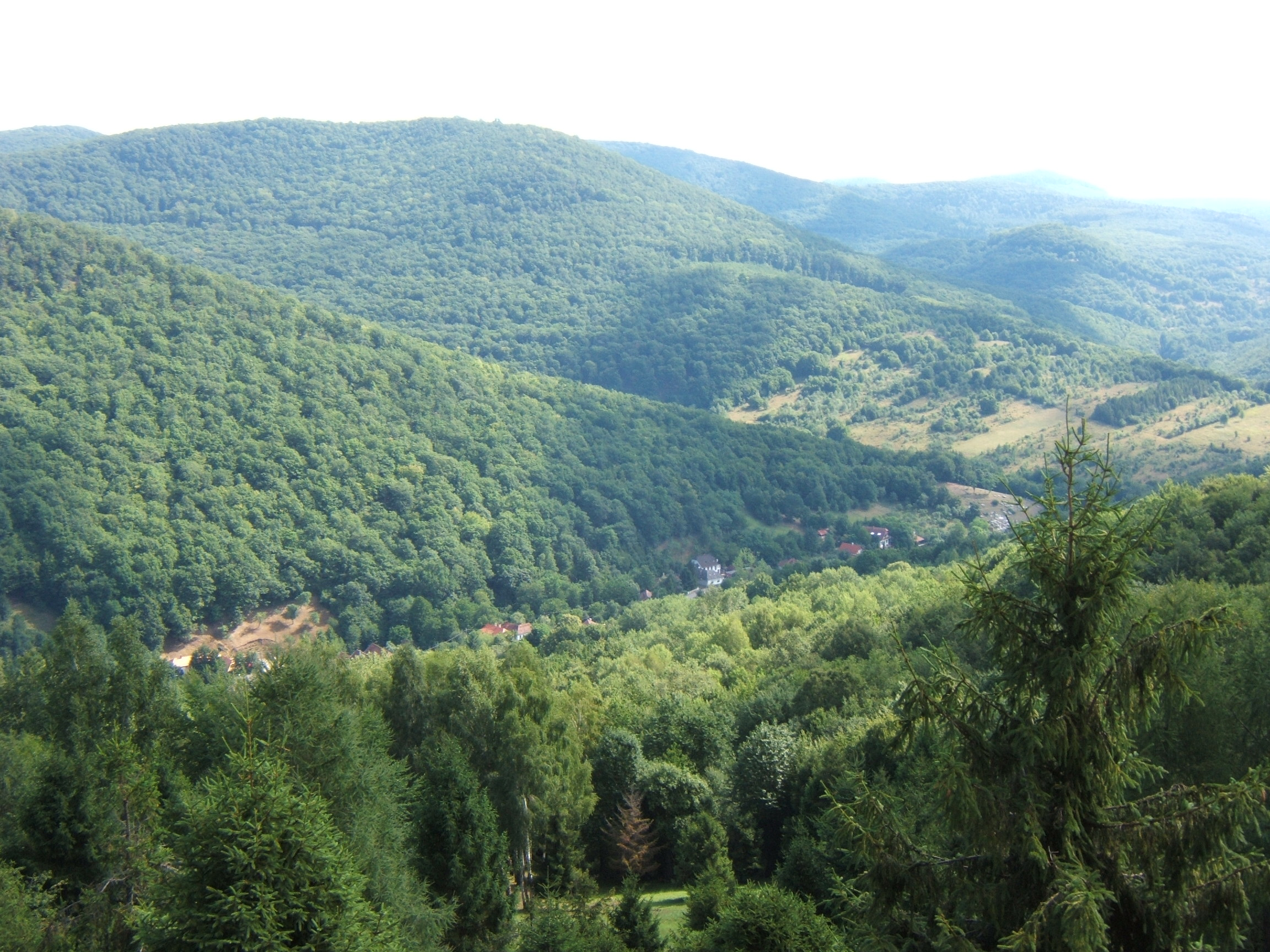
Háromhuta (Óhuta)
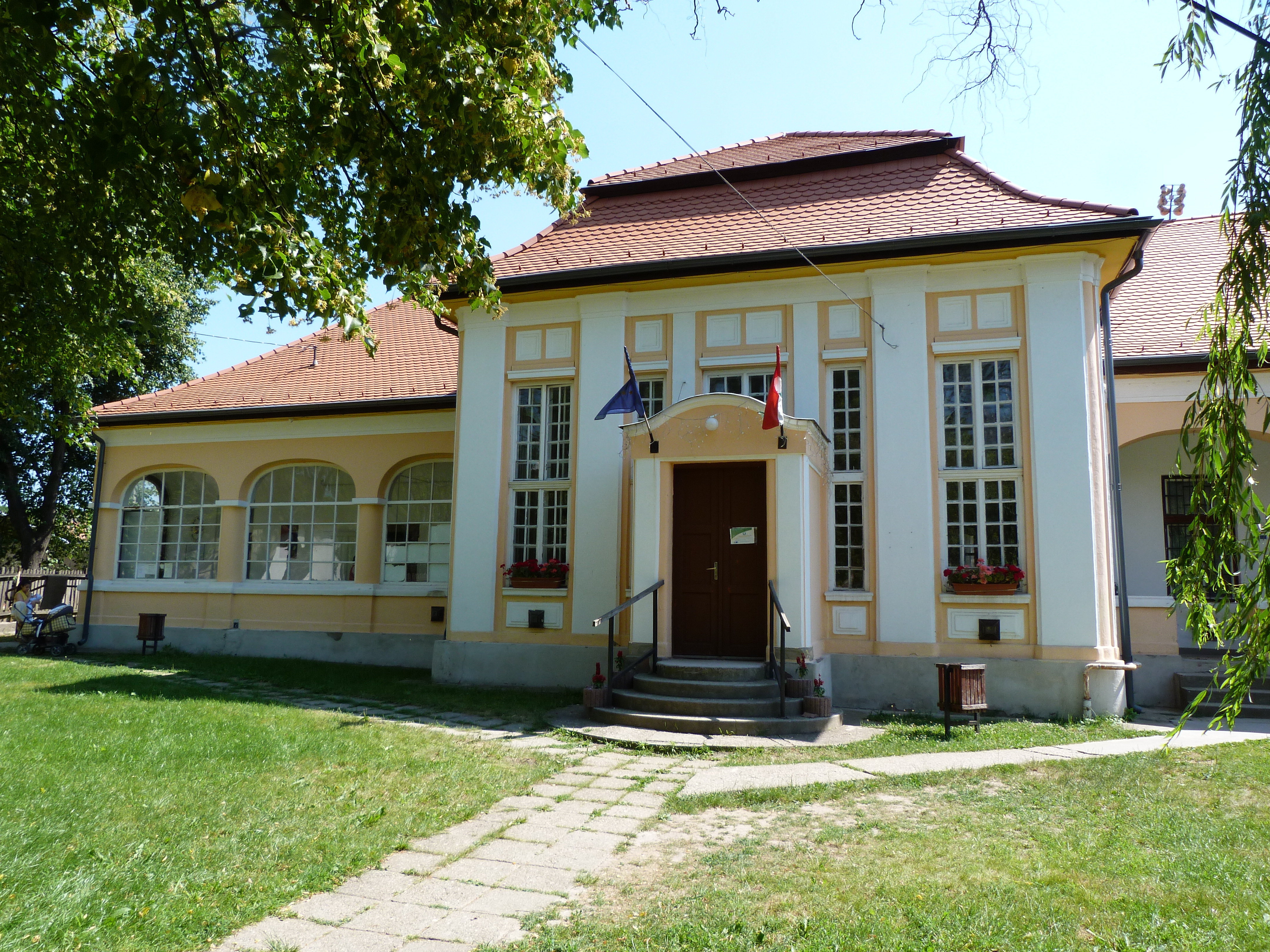
Mansión en Makkoshotyka
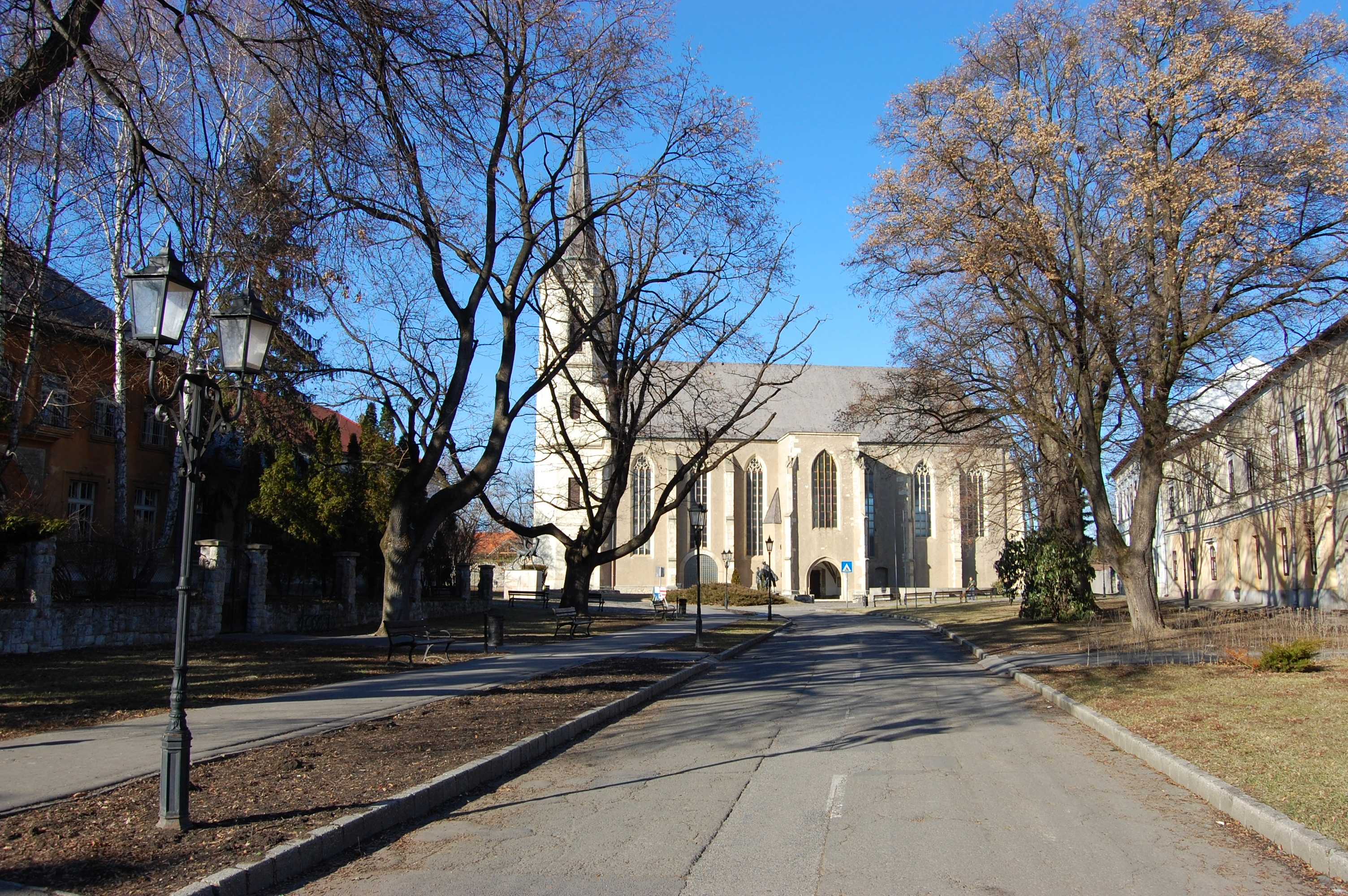
Iglesia en Sárospatak